# Берингер, Юрген
Юрген Берингер (нем. Jürgen Bähringer; род. 19 августа 1950, Грайц, ГДР) — восточногерманский футболист, полузащитник.
Берингер выиграл один матч за Восточную Германию и был в составе команды, завоевавшей серебряные медали на Олимпийских играх 1980 года.
На клубном уровне он провел 350 матчей в чемпионате за «Карл-Маркс-Штадт». Берингер занял со своей командой второе место в Кубке Восточной Германии 1983 года.